# Na psa urok (film 2006)
Na psa urok (ang. The Shaggy Dog, 2006) – amerykański film familijny, remake filmu pod tym samym tytułem z roku 1959 zrealizowanego na podstawie powieści The Hound of Florence Felixa Saltena. Fabuła skupia się na postaci Dave’a Douglasa, który to podczas wizyty w instytucie badawczym przypadkowo zostaje zainfekowany ściśle tajnym serum. Zamienia się w psa.

## Obsada
- Tim Allen – Dave Douglas
- Kristin Davis – Rebecca Douglas
- Zena Grey – Carly Douglas
- Spencer Breslin – Josh Douglas
- Danny Glover – Ken Hollister
- Robert Downey Jr. – dr Marcus Kozak
- Shawn Pyfrom – Trey
- Rhea Seehorn – Lori
- Marcin Srutek – Bin Bag
- Jane Curtin – sędzia
- Bess Wohl – dr Gwen Lichtman
- Kevin Cooney – doktor
- Craig Kilborn – sąsiad
- Joshua Leonard – Justin Forrester

i inni

## Wersja polska
Wersja polska: Sun Studio A/S

Reżyseria: Marek Robaczewski

Dialogi: Anna Niedźwiecka

Dźwięk i montaż: Paweł Łuczak i Michał Skarżyński

Kierownictwo produkcji: Beata Jankowska

Opieka artystyczna: Magdalena Snopek, Maciej Eyman

Produkcja polskiej wersji językowej: Disney Character Voices International, Inc.

Wystąpili:
- Piotr Gąsowski – Dave Douglas
- Agata Kulesza – Rebecca Douglas
- Julia Kołakowska – Julia Douglas
- Kamil Kubik – Josh Douglas
- Bartosz Opania – dr Marcus Kozak
- Joanna Węgrzynowska – Gwen
- Krzysztof Cybiński – Larry
- Renata Berger – sędzia Whitaker
- Marcin Troński – Ken Hollister
- Filip Kowalczyk – Trey
- Jacek Jarosz – Strickland
- Joanna Jeżewska – nauczycielka
- Krzysztof Banaszyk – Justin Forrester
- Aleksandra Radwańska – Tracey
- Izabella Bukowska – Lori
- Dariusz Błażejewski

i inni